# Geniza kairska
Geniza kairska – geniza synagogi Ben Ezry w Kairze zawierająca około 280 tysięcy dokumentów odkryta w 1864 roku przez litewskiego talmudystę Jakuba Saphira. Dokumenty datowane na okres od 870 roku n.e. zawierają informacje dotyczące socjalnej i ekonomicznej historii Kairu (listy przewozowe, korespondencja handlowa i prywatna). Wszystkie dokumenty zostały sprzedane i wywiezione z Kairu do roku 1913. Największą część dokumentów jest w posiadaniu Uniwersytetu w Cambridge (ok. 140 tysięcy dokumentów). Znaleziono tu też rękopis Pieśni Morza.